# Bagheera kiplingi
Багира Киплинга (лат. Bagheera kiplingi) — вид пауков-скакунов из подсемейства Dendryphantinae. Центральная Америка. Питаются растительной пищей.

## Распространение
Широко распространены в Центральной Америке на территории Мексики, Белиза, Коста-Рики и Гватемалы. Обитают на акациях, питаясь преимущественно растительной пищей.

## Внешний вид
Ярко окрашенные пауки с выраженным половым диморфизмом. У самцов крупная головогрудь (она шире брюшка) окрашена в тёмные тона и на спинной стороне ближе к переднему концу тела несёт зеленоватое пятно, стройное брюшко — красноватое с зелёными продольными линиями. Цвет ног — янтарный. Головогрудь самок красновато-тёмно-коричневая с белыми чешуйками; пальпы, лабиум и стернум светло-оранжевые, хелицеры красновато-коричневые; брюшко с двумя длинными продольными коричневыми полосами; первая пара ног красновато-коричневая, вторая — четвёртые пары ног светло-оранжевые.

## Название и история изучения
Супруги Джордж и Элизабет Пекхэм при описании вида в 1896 году выделили его в новый род Bagheera, названный ими в честь пантеры Багиры — персонажа «Книги джунглей» Редьярда Киплинга, подруги Маугли. Их описание базировалось на самце данного вида. Самок удалось обнаружить лишь век спустя в 1996 году другому американскому исследователю Уэйну Мэдисону (англ. Wayne Maddison).
Существуют ещё три рода пауков-скакунов, названные в честь персонажей Киплинга: Акела, Мессуа и Нагайна; названия всех были предложены Пекхэмами.

## Образ жизни и питание
Bagheera kiplingi обитают практически исключительно на акациях из рода Vachellia. Несмотря на наличие территориального поведения, число особей на одном растении может достигать нескольких сотен. Размножение протекает в течение всего года. Самки демонстрируют квазисоциальное поведение, помещая кладки в общие гнёзда и охраняя некоторое время после вылупления потомства. Число самок в популяциях более чем вдвое превышает число самцов.
Уникальная особенность Bagheera kiplingi — нехарактерное для пауков питание растительной пищей. Согласно оценке по соотношению изотопов азота 15N:14N в тканях, 90 % рациона этих пауков составляет растительная пища, которую они получают из телец Бельта на кончиках листьев акаций (Acacia) и, в меньшей степени, из нектара. При этом они активно избегают муравьёв из рода Pseudomyrmex, которые также обитают на этих акациях и охраняют их от растительноядных организмов. Во время засушливого сезона пауки могут переходить к каннибализму.